# Chile en los Juegos Paralímpicos de Río de Janeiro 2016
La participación de Chile en los Juegos Paralímpicos de Río de Janeiro 2016 fue la séptima actuación paralímpica de ese país, oficialmente organizada por el Comité Paralímpico de Chile. La delegación chilena estuvo compuesta por 15 deportistas —8 mujeres (53%) y 7 hombres (46%)— que compitieron en 6 de los 22 deportes reconocidos por el Comité Paralímpico Internacional para estos Juegos Paralímpicos.
El abanderado de Chile en la ceremonia de apertura fue el potencista Juan Carlos Garrido.

## Deportistas

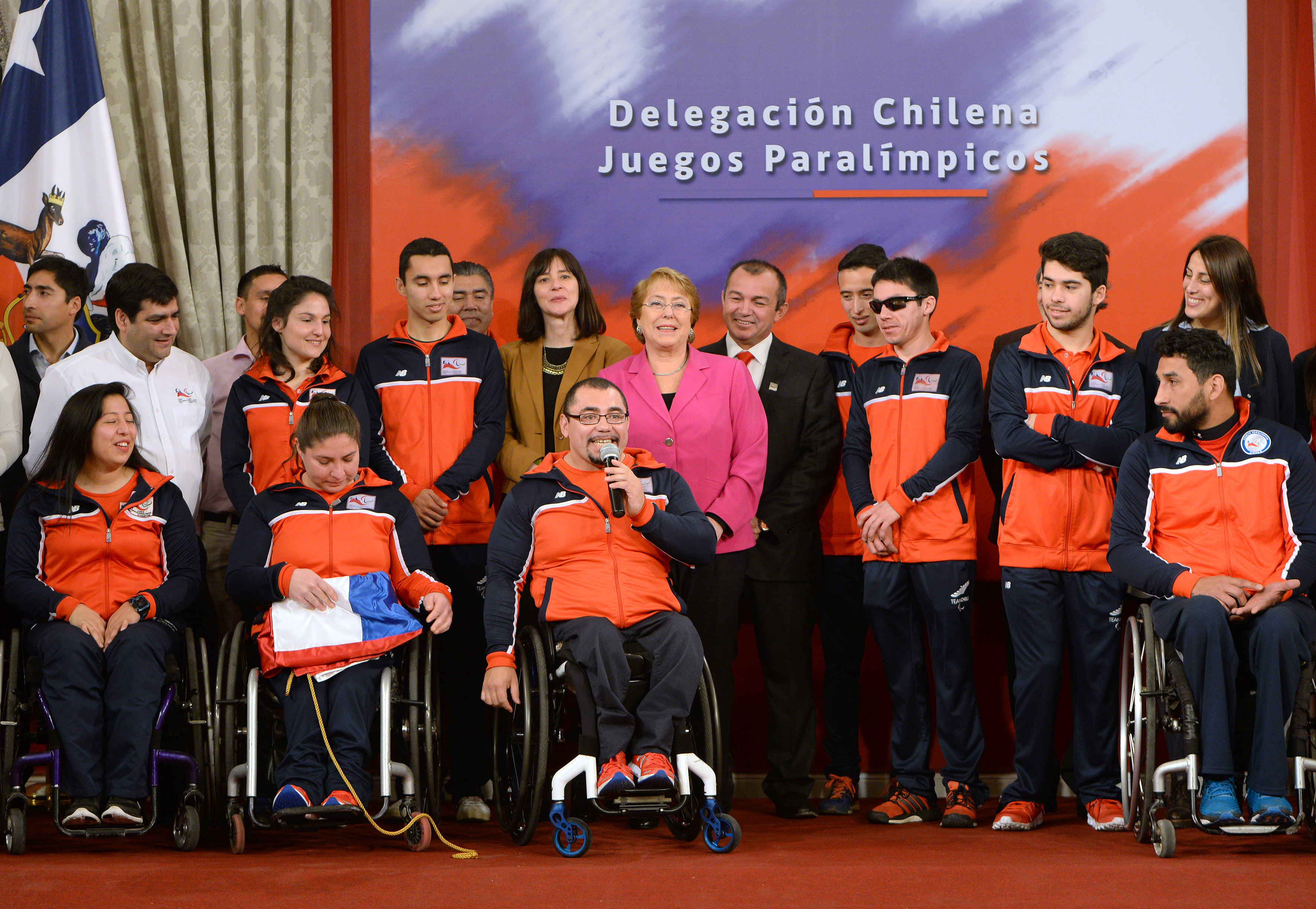
La presidenta Michelle Bachelet con la delegación paralímpica de Chile.

Los deportistas chilenos que participaron en Río de Janeiro 2016 son:
- Atletismo (4):
  - Cristián Valenzuela (5000 m T11)[2]
  - Margarita Faúndez (maratón T12)[3]
  - Amanda Cerna (400 m T47)[4] (*)
  - Paula Guzmán (1500 m T11)[5] (*)
- Canotaje (1):
  - Katherine Wollermann[6]
- Halterofilia (3):
  - Juan Carlos Garrido (59 kg)[7]
  - Jorge Carinao (59 kg)[8] (*)
  - María Antonieta Ortíz (67 kg)[9] (*)
- Natación (2):
  - Valentina Muñoz (100 m espalda S8)[10]
  - Alberto Abarza[11] (*)
- Tenis (3):
  - Francisca Mardones[12]
  - Robinson Méndez[13]
  - Macarena Cabrillana[13]
- Tenis de mesa (2):
  - Matías Pino (clase 6)[14]
  - Cristian Dettoni (clase 6)[15] (*)

(*): Tarjeta de invitación.

## Detalle por deporte

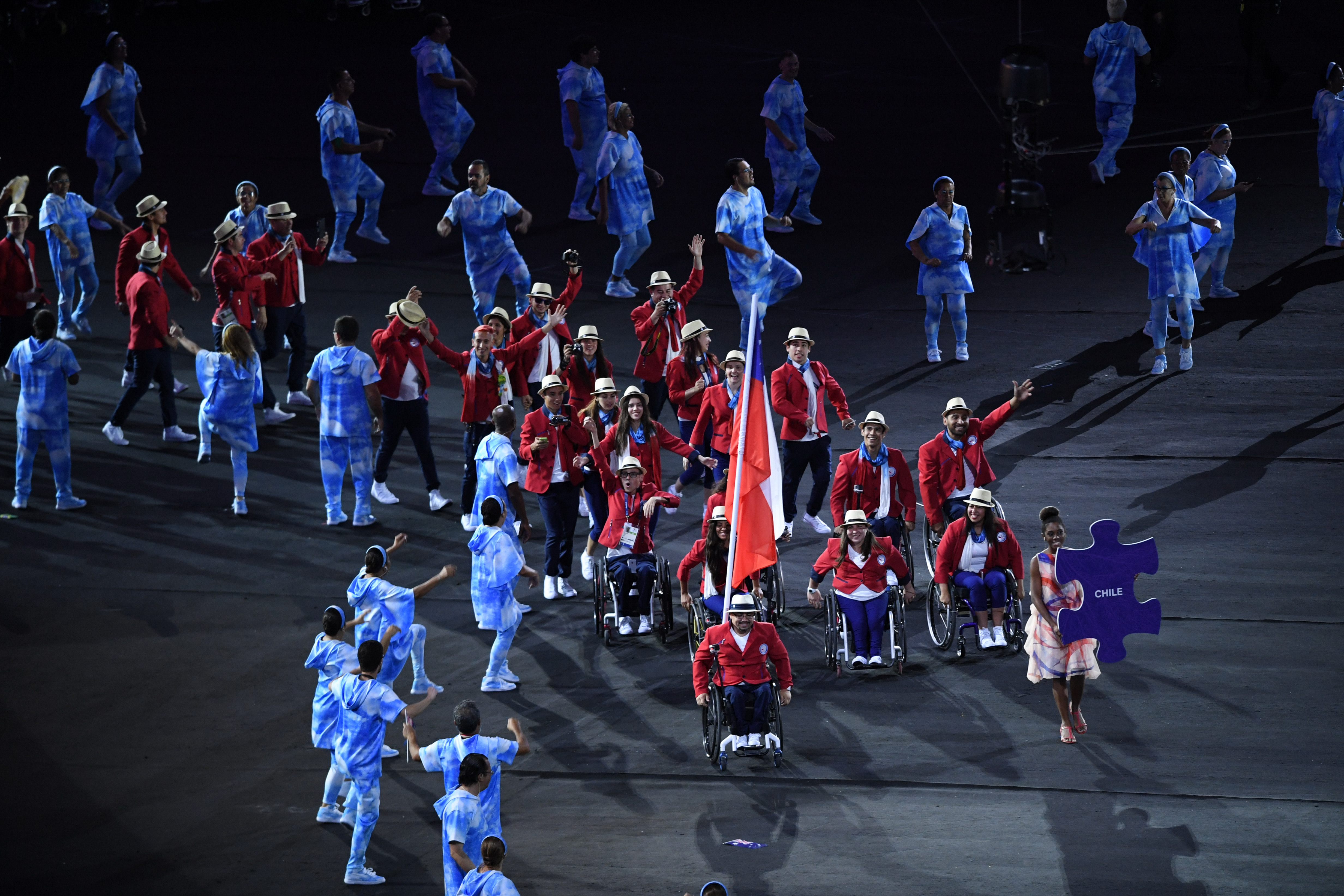
Delegación chilena en la ceremonia de obertura de los juegos.

### Atletismo
Masculino
| Atleta              | Evento      | Preliminares  | Preliminares  | Final        | Final        |
| Atleta              | Evento      | Resultado     | Lugar         | Resultado    | Lugar        |
| ------------------- | ----------- | ------------- | ------------- | ------------ | ------------ |
| Cristián Valenzuela | 1500 m T11  | Descalificado | Descalificado | No clasificó | No clasificó |
| Cristián Valenzuela | 5000 m T11  | —             | —             | No participó | No participó |
| Cristián Valenzuela | Maratón T12 | —             | —             | No participó | No participó |

Femenino
| Atleta            | Evento      | Preliminares | Preliminares | Final        | Final        |
| Atleta            | Evento      | Resultado    | Lugar        | Resultado    | Lugar        |
| ----------------- | ----------- | ------------ | ------------ | ------------ | ------------ |
| Paula Guzmán      | 1500 m T11  | 5:37.26      | 6.°          | No clasificó | No clasificó |
| Amanda Cerna      | 200 m T47   | 28.17        | 5.°          | 28.19        | 8.°          |
| Amanda Cerna      | 400 m T47   | 1:02.03      | 3.°          | 1:01.48      | 4.°          |
| Margarita Faúndez | 1500 m T12  | 5:01.93      | 3.°          | No clasificó | No clasificó |
| Margarita Faúndez | Maratón T12 | —            | —            | No participó | No participó |

### Canotaje
| Atleta               | Evento | Clasificación | Clasificación | Semifinal | Semifinal | Final    | Final |
| Atleta               | Evento | Tiempo        | Lugar         | Tiempo    | Lugar     | Tiempo   | Lugar |
| -------------------- | ------ | ------------- | ------------- | --------- | --------- | -------- | ----- |
| Katherine Wollermann | KL1    | 1:01.740      | 3.°           | Exento    | Exento    | 1:00.744 | 4.°   |

### Halterofilia
Levantamiento de potencia
| Atleta                | Evento          | Total | Lugar |
| --------------------- | --------------- | ----- | ----- |
| Juan Carlos Garrido   | Masculino 59 kg | nmr   | nmr   |
| Jorge Carinao         | Masculino 54 kg | 150   | 6º.   |
| María Antonieta Ortiz | Femenino 67 kg  | 98    | 4.°   |

### Natación
Masculino
| Atleta         | Evento               | Preliminares | Preliminares | Final        | Final        |
| Atleta         | Evento               | Tiempo       | Lugar        | Tiempo       | Lugar        |
| -------------- | -------------------- | ------------ | ------------ | ------------ | ------------ |
| Alberto Abarza | 50 m espalda S3      | 56.73        | 4.°          | 57.93        | 8.°          |
| Alberto Abarza | 50 m estilo libre S3 | 58.17        | 5.°          | No clasificó | No clasificó |

Femenino
| Atleta          | Evento           | Preliminares | Preliminares | Final        | Final        |
| Atleta          | Evento           | Tiempo       | Lugar        | Tiempo       | Lugar        |
| --------------- | ---------------- | ------------ | ------------ | ------------ | ------------ |
| Valentina Muñoz | 100 m espalda S8 | 1:25.12      | 5.°          | No clasificó | No clasificó |

### Tenis en silla de ruedas
| Atleta                                 | Evento               | Ronda 1                     | Ronda 2                  | Cuartos de final                | Semifinal              | Final                  | Final      |
| Atleta                                 | Evento               | Contrincante Resultado      | Contrincante Resultado   | Contrincante Resultado          | Contrincante Resultado | Contrincante Resultado |            |
| -------------------------------------- | -------------------- | --------------------------- | ------------------------ | ------------------------------- | ---------------------- | ---------------------- | ---------- |
| Robinson Méndez                        | Masculino individual | Rodrigues (BRA) L 0-6 y 4-6 | Eliminado                | Eliminado                       | Eliminado              | Eliminado              |            |
| Francisca Mardones                     | Femenino individual  | Shuker (GBR) L 0-6 y 2-6    | Eliminada                | Eliminada                       | Eliminada              | Eliminada              |            |
| Macarena Cabrillana                    | Femenino individual  | Lu (TPE) W 6-4 y 6-3        | Kamiji (JPN) L 1-6 y 1-6 | Eliminada                       | Eliminada              | Eliminada              |            |
| Macarena Cabrillana Francisca Mardones | Femenino dobles      | Exento                      | —                        | Shuker/Whiley (GBR) L 0-6 y 0-6 | Eliminadas             | Eliminadas             | Eliminadas |

### Tenis de mesa
| Atleta                       | Evento                       | Preliminares | Preliminares | Octavos de final           | Cuartos de final       | Semifinal              | Final                  | Final     |
| Atleta                       | Evento                       | Partidos     | Sets         | Contrincante Resultado     | Contrincante Resultado | Contrincante Resultado | Contrincante Resultado |           |
| ---------------------------- | ---------------------------- | ------------ | ------------ | -------------------------- | ---------------------- | ---------------------- | ---------------------- | --------- |
| Cristián Dettoni             | Masculino individual Clase 7 | 0-2          | 2-6          | Eliminado                  | Eliminado              | Eliminado              | Eliminado              |           |
| Matías Pino                  | Masculino individual Clase 7 | 1-1          | 5-5          | Wetherill (GBR) L 1-3      | Eliminado              | Eliminado              | Eliminado              | Eliminado |
| Cristián Dettoni Matías Pino | Masculino equipos Clase 7    | —            | —            | Csejtey/Jambor (SVK) L 0-2 | Eliminados             | Eliminados             | Eliminados             |           |